# Pałac w Jakuszowie
Pałac w Jakuszowie – pałac w Jakuszowie – wsi w Polsce, w województwie dolnośląskim, w powiecie legnickim, w gminie Miłkowice.

## Historia
Obiekt wybudowany w XIX w. jest częścią zespołu pałacowego, w skład którego wchodzi jeszcze park.
Kapitan-porucznik cesarskiego majestatu Joachim Fryderyk Bilicer z prudnickiego rodu Bilicerów był właścicielem pałacu do swojej śmierci 7 września 1645.

## Przypisy

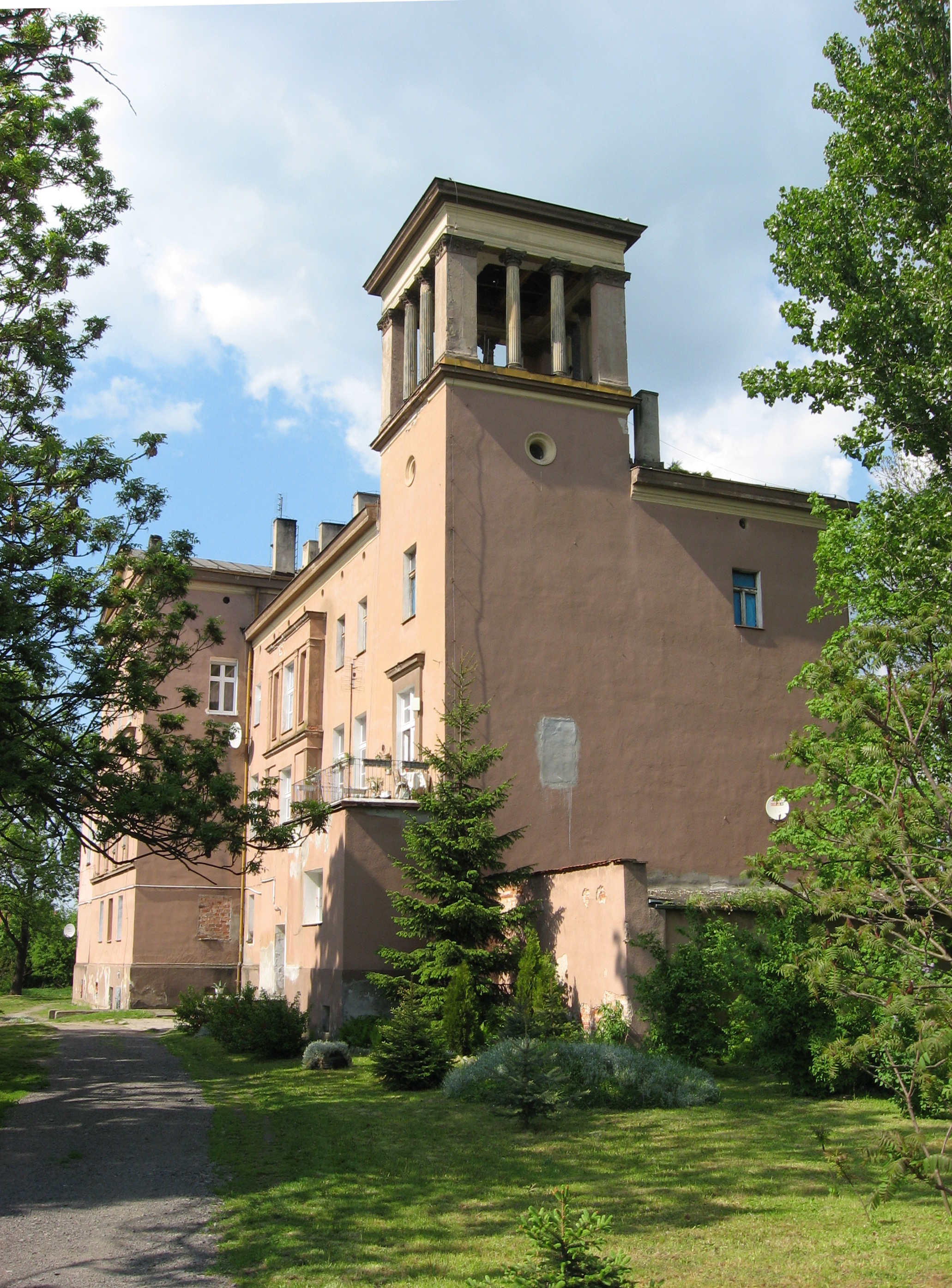
Pałac w Jakuszowie z XIX w.